# Simonsplein
Het Simonsplein is een plein in het centrum van Doetinchem. Op het Simonsplein staat de Catharinakerk. 
Het Simonsplein is beeldbepalend voor het centrum van Doetinchem. Op en om het Simonsplein is vooral horeca te vinden. Ook monden verschillende winkelstraten van Doetinchem uit op het Simonsplein: Boliestraat, Catharinastraat, Hamburgerstraat, Heezenstraat, Omdraai, Korte Heezenstraat, en de Waterstraat. Ook de Grutstraat loopt recht naar het plein toe. 
Allerlei activiteiten vinden plaats op het Simonsplein. Bijvoorbeeld toen in het seizoen 2006-2007 de Graafschap kampioen werd, werd het kampioenschapsfeest gehouden op dit plein.
Op het plein staan beelden, onder andere een Wachter van Nic Jonk.

## Afbeeldingen

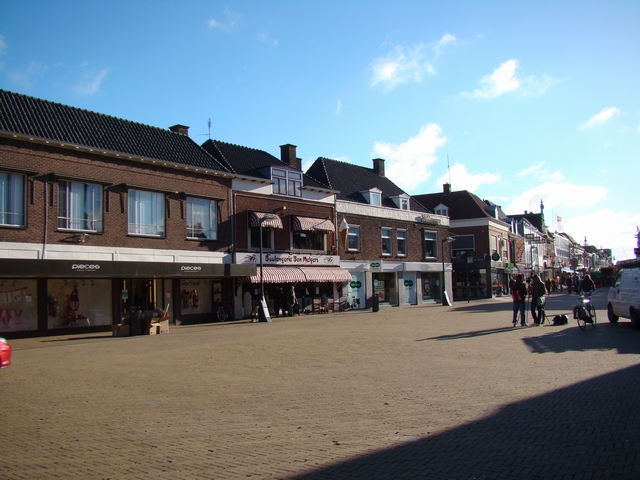
Simonsplein
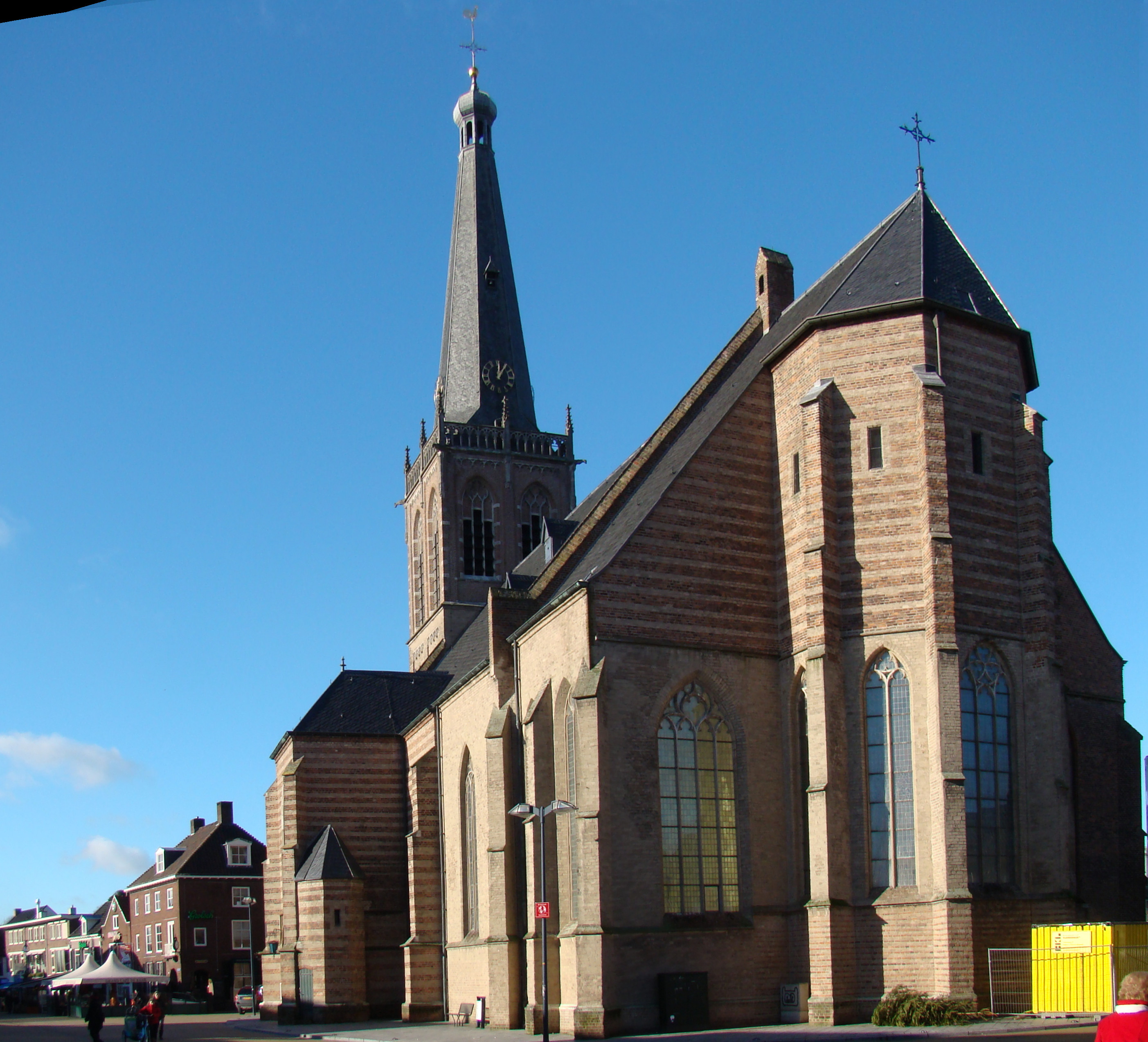
St. Catharinakerk
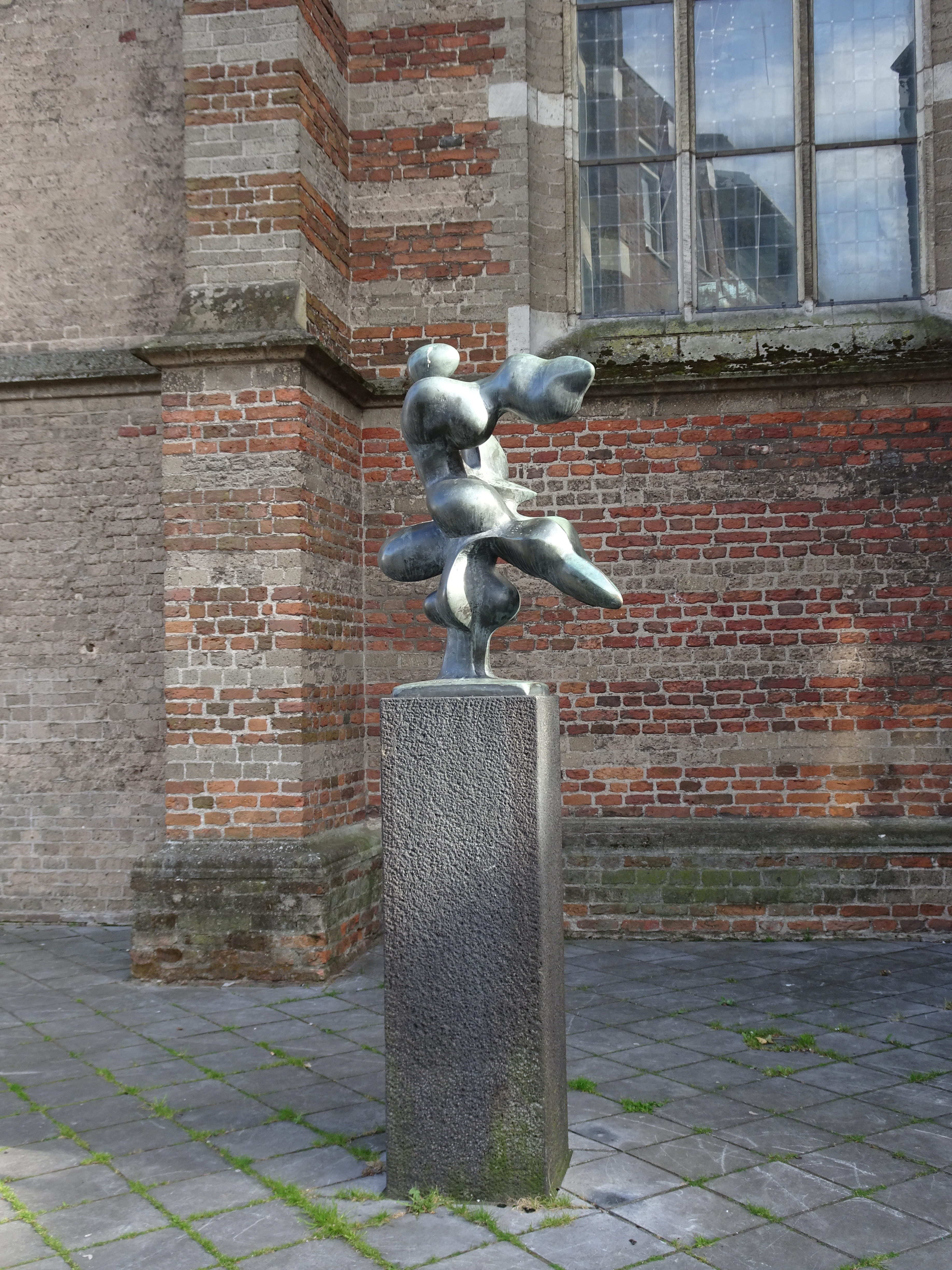
Wachter van Nic Jonk